# Busan Al-Fatah-moskee
De Busan Al-Fatah-moskee is een moskee in Busan, een stad in het zuiden van Zuid-Korea.

## Geschiedenis
De moskee werd in 1980 opgericht met donaties uit Libië.

## Architectuur
De moskee is een witte bouwconstructie met een architectonische stijl uit het Midden-Oosten. Het beschikt ook over een bibliotheek.

## Vervoer
De moskee is bereikbaar op loopafstand ten noorden van het Dusil-station van het metrostation Busan.